# Saintes
Saintes [sɛ̃t] ist eine französische Stadt mit 25.312 Einwohnern (Stand: 1. Januar 2022) im Département Charente-Maritime in der Region Nouvelle-Aquitaine. Saintes ist der Hauptort der alten Kulturlandschaft der Saintonge, die vor allem wegen ihrer Weine und der Vielzahl an eindrucksvollen Kirchenbauten der Romanik bekannt ist.
Die Gemeinde ist Unterpräfektur des Départements, Verwaltungssitz des Gemeindeverbands Saintes - Grandes Rives - L’Agglo. Das Bureau centralisateur des gleichnamigen Kantons befindet sich in Saintes.
Die Gemeinde erhielt 2023 die Auszeichnung „Vier Blumen“, die vom Conseil national des villes et villages fleuris (CNVVF) im Rahmen des jährlichen Wettbewerbs der blumengeschmückten Städte und Dörfer verliehen wird.

## Lage
Saintes erstreckt sich auf beiden Ufern des Flusses Charente etwa 120 Kilometer (Fahrtstrecke) nördlich von Bordeaux und ca. 74 Kilometer südöstlich von La Rochelle; die ebenfalls an der Charente gelegene Stadt Cognac befindet sich etwa 28 Kilometer südöstlich.

## Klima
|                        | Jan | Feb  | Mär  | Apr  | Mai  | Jun  | Jul  | Aug  | Sep  | Okt  | Nov  | Dez |   |      |
| Mittl. Temperatur (°C) | 6,2 | 6,4  | 9,3  | 11,9 | 15,3 | 19,1 | 20,9 | 20,8 | 18,3 | 14,6 | 9,8  | 6,9 | ⌀ | 13,3 |
| Mittl. Tagesmax. (°C)  | 9,2 | 10,1 | 13,5 | 16,3 | 19,7 | 23,7 | 25,5 | 25,7 | 23,2 | 18,7 | 12,9 | 10  | ⌀ | 17,4 |
| Mittl. Tagesmin. (°C)  | 3,4 | 3    | 5,2  | 7,6  | 10,8 | 14,4 | 16,1 | 16   | 13,7 | 11,1 | 6,9  | 4,1 | ⌀ | 9,4  |
|                        |     |      |      |      |      |      |      |      |      |      |      |     |   |      |
| Niederschlag (mm)      | 77  | 59   | 58   | 68   | 69   | 56   | 45   | 47   | 56   | 79   | 86   | 82  | Σ | 782  |
|                        |     |      |      |      |      |      |      |      |      |      |      |     |   |      |
| Sonnenstunden (h/d)    | 3,9 | 5,2  | 6,8  | 8,1  | 8,9  | 9,7  | 9,8  | 9,4  | 8,3  | 6,5  | 4,8  | 4,3 | ⌀ | 7,1  |
|                        |     |      |      |      |      |      |      |      |      |      |      |     |   |      |
| Regentage (d)          | 8   | 7    | 7    | 8    | 9    | 7    | 6    | 6    | 6    | 8    | 9    | 9   | Σ | 90   |
|                        |     |      |      |      |      |      |      |      |      |      |      |     |   |      |
| Luftfeuchtigkeit (%)   | 84  | 79   | 74   | 71   | 71   | 66   | 64   | 64   | 66   | 76   | 82   | 83  | ⌀ | 73,3 |

| 3,4 |

| 3 |

| 5,2 |

| 7,6 |

| 10,8 |

| 14,4 |

| 16,1 |

| 16 |

| 13,7 |

| 11,1 |

| 6,9 |

| 4,1 |

| 3,4 |

| 3 |

| 5,2 |

| 7,6 |

| 10,8 |

| 14,4 |

| 16,1 |

| 16 |

| 13,7 |

| 11,1 |

| 6,9 |

| 4,1 |

Das Klima ist als „(Gemäßigtes) Ozeanklima“ (Cfb-Klima) nach Köppen und Geiger klassifiziert. Es zeichnet sich durch warme Sommer und milde Winter aus. Markante jahreszeitliche Unterschiede bezüglich Temperatur und Niederschläge sind nicht zu verzeichnen. Die Luftfeuchtigkeit ist das ganze Jahr über relativ hoch.  Es gibt das ganze Jahr über deutliche Niederschläge in Saintes. Selbst der trockenste Monat weist noch hohe Niederschlagsmengen auf. Die Angaben von Temperatur, Wassertemperatur, Niederschlag, Regentag und Luftfeuchtigkeit basieren auf Daten von 1991–2021, Sonnenstunden auf Daten von 1999–2019.

## Bevölkerungsentwicklung
| Saintes: Einwohnerzahlen von 1793 bis 2020                                                                                 | Saintes: Einwohnerzahlen von 1793 bis 2020 | Saintes: Einwohnerzahlen von 1793 bis 2020 | Saintes: Einwohnerzahlen von 1793 bis 2020 | Saintes: Einwohnerzahlen von 1793 bis 2020 |
| --- | ------------------------------------------ | ------------------------------------------ | ------------------------------------------ | ------------------------------------------ |
| Jahr |                                            |                                            |                                            | Einwohner                                  |
| 1793 | 1793                                       |                                            | 8.388                                      | 8.388                                      |
| 1800 | 1800                                       |                                            | 10.050                                     | 10.050                                     |
| 1806 | 1806                                       |                                            | 10.300                                     | 10.300                                     |
| 1821 | 1821                                       |                                            | 10.274                                     | 10.274                                     |
| 1831 | 1831                                       |                                            | 10.437                                     | 10.437                                     |
| 1836 | 1836                                       |                                            | 9.559                                      | 9.559                                      |
| 1841 | 1841                                       |                                            | 9.994                                      | 9.994                                      |
| 1846 | 1846                                       |                                            | 11.363                                     | 11.363                                     |
| 1851 | 1851                                       |                                            | 11.569                                     | 11.569                                     |
| 1856 | 1856                                       |                                            | 11.927                                     | 11.927                                     |
| 1861 | 1861                                       |                                            | 10.962                                     | 10.962                                     |
| 1866 | 1866                                       |                                            | 11.570                                     | 11.570                                     |
| 1872 | 1872                                       |                                            | 12.437                                     | 12.437                                     |
| 1876 | 1876                                       |                                            | 13.725                                     | 13.725                                     |
| 1881 | 1881                                       |                                            | 15.763                                     | 15.763                                     |
| 1886 | 1886                                       |                                            | 17.327                                     | 17.327                                     |
| 1891 | 1891                                       |                                            | 18.461                                     | 18.461                                     |
| 1896 | 1896                                       |                                            | 20.285                                     | 20.285                                     |
| 1901 | 1901                                       |                                            | 18.219                                     | 18.219                                     |
| 1906 | 1906                                       |                                            | 19.025                                     | 19.025                                     |
| 1911 | 1911                                       |                                            | 20.802                                     | 20.802                                     |
| 1921 | 1921                                       |                                            | 19.152                                     | 19.152                                     |
| 1926 | 1926                                       |                                            | 20.468                                     | 20.468                                     |
| 1931 | 1931                                       |                                            | 20.592                                     | 20.592                                     |
| 1936 | 1936                                       |                                            | 21.160                                     | 21.160                                     |
| 1946 | 1946                                       |                                            | 23.441                                     | 23.441                                     |
| 1954 | 1954                                       |                                            | 23.768                                     | 23.768                                     |
| 1962 | 1962                                       |                                            | 25.717                                     | 25.717                                     |
| 1968 | 1968                                       |                                            | 26.507                                     | 26.507                                     |
| 1975 | 1975                                       |                                            | 26.891                                     | 26.891                                     |
| 1982 | 1982                                       |                                            | 25.471                                     | 25.471                                     |
| 1990 | 1990                                       |                                            | 25.874                                     | 25.874                                     |
| 1999 | 1999                                       |                                            | 25.595                                     | 25.595                                     |
| 2006 | 2006                                       |                                            | 26.531                                     | 26.531                                     |
| 2013 | 2013                                       |                                            | 25.601                                     | 25.601                                     |
| 2020 | 2020                                       |                                            | 25.412                                     | 25.412                                     |
| Quelle(n): EHESS/Cassini bis 1999, INSEE ab 2006 Anmerkung(en): Ab 1962 offizielle Zahlen ohne Einwohner mit Zweitwohnsitz |                                            |                                            |                                            |                                            |

Im 19. Jahrhundert stieg die Einwohnerzahl der Gemeinde von etwa 10.000 auf zeitweise über 20.000 Personen an. Seit Jahren ist die Einwohnerzahl in etwa stabil, da viele Menschen einen Wohnsitz in einer der umliegenden Gemeinden bevorzugen.

## Wirtschaft und Verkehr
Die Wirtschaft umfasst Betriebe, die mit der Landwirtschaft der Umgebung eng verbunden sind sowie diverse kleinere und mittlere Handels- und Industrieunternehmen. In der Gewerbezone des Parc Atlantique sind rund 3.000 Menschen beschäftigt. Saintes ist von der Autoroute A10 über die Ausfahrt 35 zu erreichen. Auch an das Schienennetz der französischen Eisenbahn SNCF ist es gut angebunden. In der Stadt gibt es mehrere Buslinien.

## Geschichte

### Römerzeit
Die Stadt wurde ungefähr 20 v. Chr. durch die Römer am Ufer des Flusses Charente als Mediolanum Santonum gegründet. Ihr Name bezog sich auf das zur Zeit der römischen Eroberungen dort wohnende keltische Volk der Santonen. Sie lag an einer der ältesten Römerstraßen Galliens, einer der vier heute so genannten Agrippastraßen; bereits damals hatte die Stadt etwa 15.000 Einwohner.

### Frankenreich und Frankreich
Chlodwig I. eroberte mit der Schlacht von Vouillé 507 den zuvor von den Westgoten gehaltenen Südwesten Galliens. Durch Erbteilung des Frankenreichs entstand nach seinem Tod das Königreich bzw. Herzogtum Aquitanien, das mit Unterbrechungen bis ins späte 8. Jahrhundert bestand. Darin entwickelte sich um Saintes die nach ihrer Hauptstadt benannte Provinz Saintonge.
Von 850 bis 865 hatten die Loire-Normannen eine Basis in Saintes.
Im Westfrankenreich bestand Aquitanien als Herzogtum fort.
Seit der ersten Hälfte des 11. Jahrhunderts führte einer der Jakobswege nach Santiago de Compostela, die  (Via Turonensis) von Tours nach Roncesvalles und im Streckenabschnitt Aulnay – Saint-Jean-d’Angély über Saintes nach Pons, Saint-Genis-de-Saintonge und Mirambeau. 1271 wurde Saintes zweigeteilt; das westliche, linke Ufer der Charente gehört wie die Guyenne zu den durch den Vertrag von Paris 1259 festgelegten englischen Lehen in Südwestfrankreich, das rechte zum französischen Kronland. Im Jahr 1360 übernahmen die Engländer die Stadt ganz, und 1404 wurde sie wieder ganz französisch, nun endgültig. Im 16. Jahrhundert wurde Saintes durch die Hugenottenkriege stark in Mitleidenschaft gezogen; damals wohnten viele Protestanten in der Region (siehe auch Edikt von Nantes).

## Kultur und Sehenswürdigkeiten

### Römerzeit
Die wichtigsten Sehenswürdigkeiten sind die römischen Ruinen, z. B. das Amphitheater und der Germanicusbogen am rechten Ufer der Charente aus dem Jahr 19 n. Chr.; einen guten Überblick über die Anfänge der Stadtgeschichte vermittelt das Musée Archéologique, das sich mit der Frühgeschichte und den römischen Funden der Gegend beschäftigt.
|  |  |  |

### Mittelalterliche Kirchen
Die ehemalige Kathedrale Saint-Pierre wurde errichtet auf römischen Fundamenten, doch ist aus den merowingischen und karolingischen Bauphasen nichts erhalten. Romanische Bauteile aus der Mitte des 12. Jahrhunderts sind in den überkuppelten Querschiffen erkennbar. Heute stellt sich die Kirche überwiegend in ihrer spätgotisch veränderten Form dar. 1568 zündeten die Hugenotten den Dom an. Nach Aufhebung des Bistums Saintes wurde 'St. Pierre' eine Konkathedrale des Bistums La Rochelle-Saintes. Reichen figürlichen Schmuck aus spätgotischer Zeit zeigt das Westportal, in seinen Archivolten reihen sich Engel, Heilige sowie Gestalten des Alten und Neuen Testaments aneinander; die Gewändefiguren fehlen heute.
Die bedeutenden Überreste der großen Pilgerkirche Saint-Eutrope (geweiht erstmals 1096, aber auch spätere Bauphasen), deren Schiff in der Französischen Revolution zerstört wurde, ist seit 1998 als Teil des Weltkulturerbes der UNESCO „Jakobsweg in Frankreich“ ausgezeichnet. In Krypta und Chor finden sich bedeutende skulptural geschmückte Kapitelle des 11. und 12. Jahrhunderts.
Im Osten der Altstadt, jenseits der Charente, liegt die Abbaye aux Dames, ein ehemaliges Nonnenkloster, mit der bedeutenden Abteikirche Sainte-Marie-des-Dames, die mit ihrer berühmten Fassadenskulptur ein Kleinod der romanischen Baukunst der Saintonge darstellt.
|  |  |  |

Siehe auch: Liste der Monuments historiques in Saintes

### Neuzeit
Aus der Neuzeit sind ebenfalls mehrere Bauten erwähnenswert, z. B. die klassizistische Kirche Saint-Vivien aus den 1840er Jahren, die dem hl. Bibianus, einem der ersten Bischöfe der Stadt, geweiht ist, oder die Kirche Notre-Dame de Recouvrance. Auch die protestantische Kirche, eine der größten Frankreichs, ist in diesem Zusammenhang erwähnenswert.
|  |  |  |

## Kriegsgräberstätten in der Umgebung
Einige Kilometer südwestlich von Saintes befindet sich die französische Kriegsgräberstätte Rétaud mit Gräbern der im Zweiten Weltkrieg bei der Befreiung von Royan und der Île d’Oléron in Frankreich gefallenen französischen Soldaten.
An der Nationalstraße 137 befindet sich acht Kilometer südlich von Saintes in Berneuil (Charente-Maritime) die deutsche Kriegsgräberstätte Berneuil mit Gräbern der im Zweiten Weltkrieg im Südwesten Frankreichs gefallenen deutschen Soldaten.

## Städtepartnerschaften
Saintes pflegt Städtepartnerschaften mit den folgenden sechs Städten:
- Nivelles, Belgien, seit 1956
- Timbuktu, Mali, seit 1978
- Wladimir, Russland, seit 1986[8]
- Salisbury, Vereinigtes Königreich, seit 1990
- Cuevas del Almanzora, Spanien, seit 1996
- Xanten, Deutschland, seit 2003

## Persönlichkeiten
- Joseph-Ignace Guillotin (1738–1814), französischer Arzt und Politiker; nach ihm ist die Hinrichtungsmaschine Guillotine benannt
- Paul Legrand (1816–1894), französischer Pantomime
- Henri Mignet (1893–1965), französischer Flugzeugkonstrukteur und Pilot
- Simone Schwarz-Bart (* 1938), französische Schriftstellerin
- Patrick Friou (* 1955), französischer Radrennfahrer
- Dominique Rocheteau (* 1955), französischer Fußballspieler
- Marc Orlando (* 1968), französisch-australischer Konferenzdolmetscher, Übersetzer und Dozent
- Benoît Violier (1971–2016), französisch-schweizerischer Koch
- Gaëlle Arquez (* 1983), französische Opernsängerin
- Joris Daudet (* 1991), französischer Radrennfahrer